# مایا (دین)

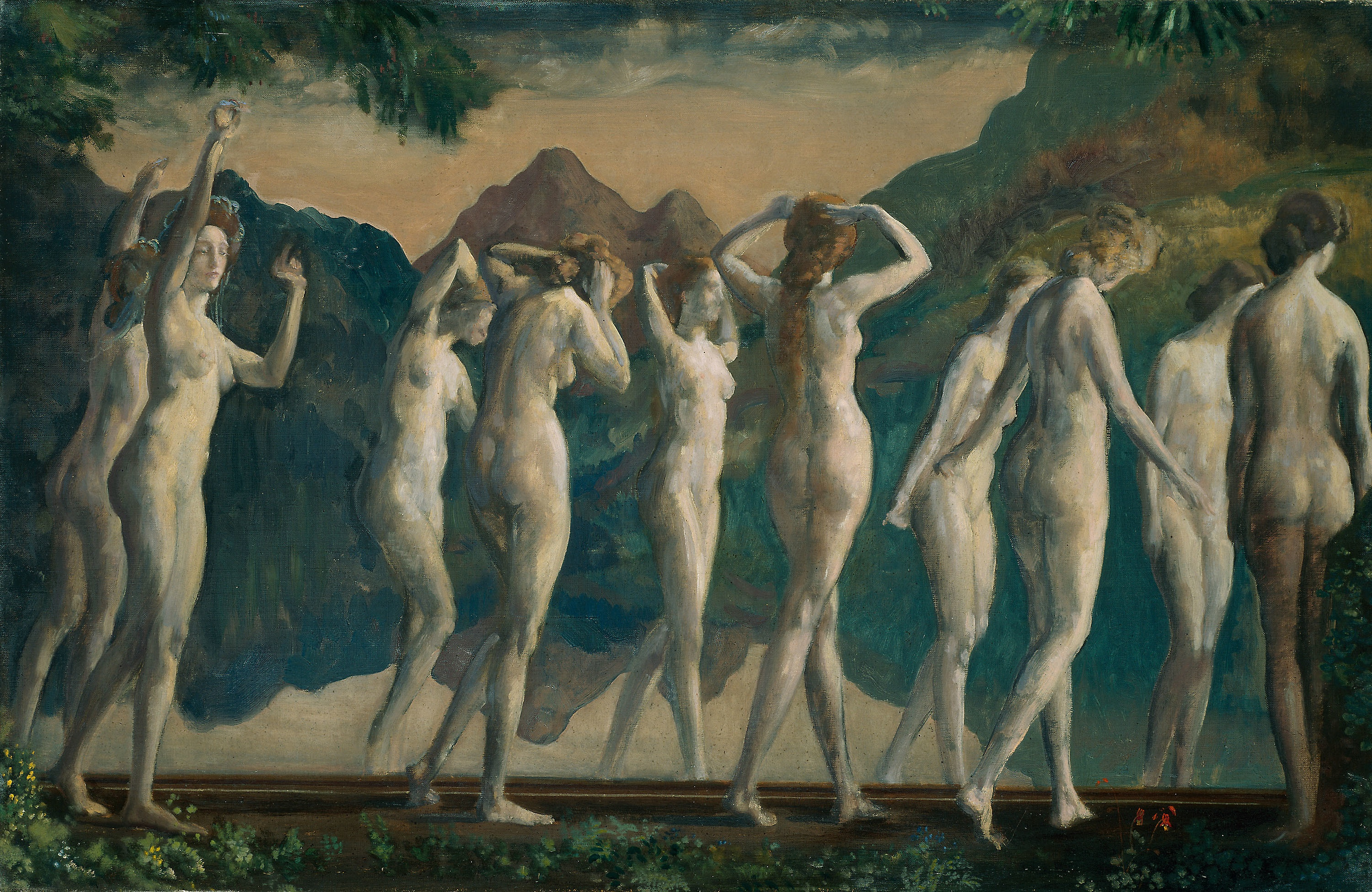
Maya, Mirror of Illusions

مایا (به دوناگری: माया) به معنای توهم و ظهور و فریب است و در آیین هندو اساس ذهن و ماده می‌باشد. مایا نیروی برهمن و متحد با آن است؛ چنانکه حرارت با آتش. مایا و برهمن با هم ایشوارا نامیده می‌شوند و او خدایی شخصی است که جهان را خلق می‌کند، نگه می‌دارد و مضمحل می‌سازد. مایا پرده و حجابی بر روی برهمن و بر چشم ماست.